# Gewöhnlicher Frauenhaarfarn
Der Gewöhnliche Frauenhaarfarn (Adiantum capillus-veneris), auch einfach Frauenhaarfarn, Frauenhaar und Venushaar (lateinisch Capillus Veneris, ursprünglich auch die Mauerraute bezeichnend) genannt, ist eine der weltweit häufigsten und verbreitetsten Farnarten. Er gehört zur Gattung der Frauenhaarfarne (Adiantum). Er ist die einzige Frauenhaarfarnart, die ursprünglich in Europa vorkommt.

## Trivialnamen

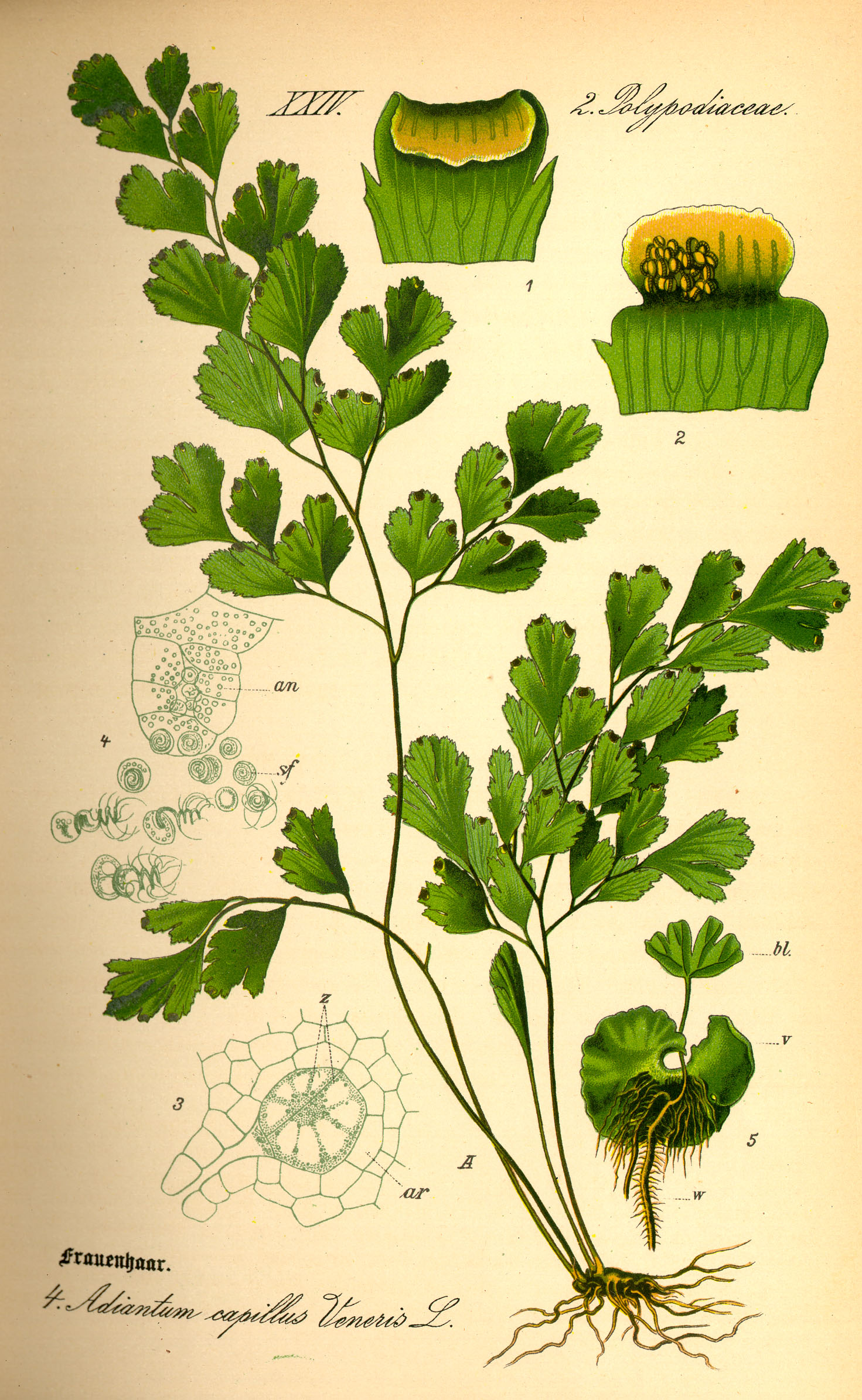
Illustration aus Thomé: Flora von Deutschland, Österreich und der Schweiz. Man sieht an den Blattunterseiten die Sporangien, die sich in der Nähe des Blattrandes befinden, rechts unten einen Gametophyten (Prothallium), aus dem der neue Sporophyt austreibt, typisch für einen Generationswechsel bei Farnen

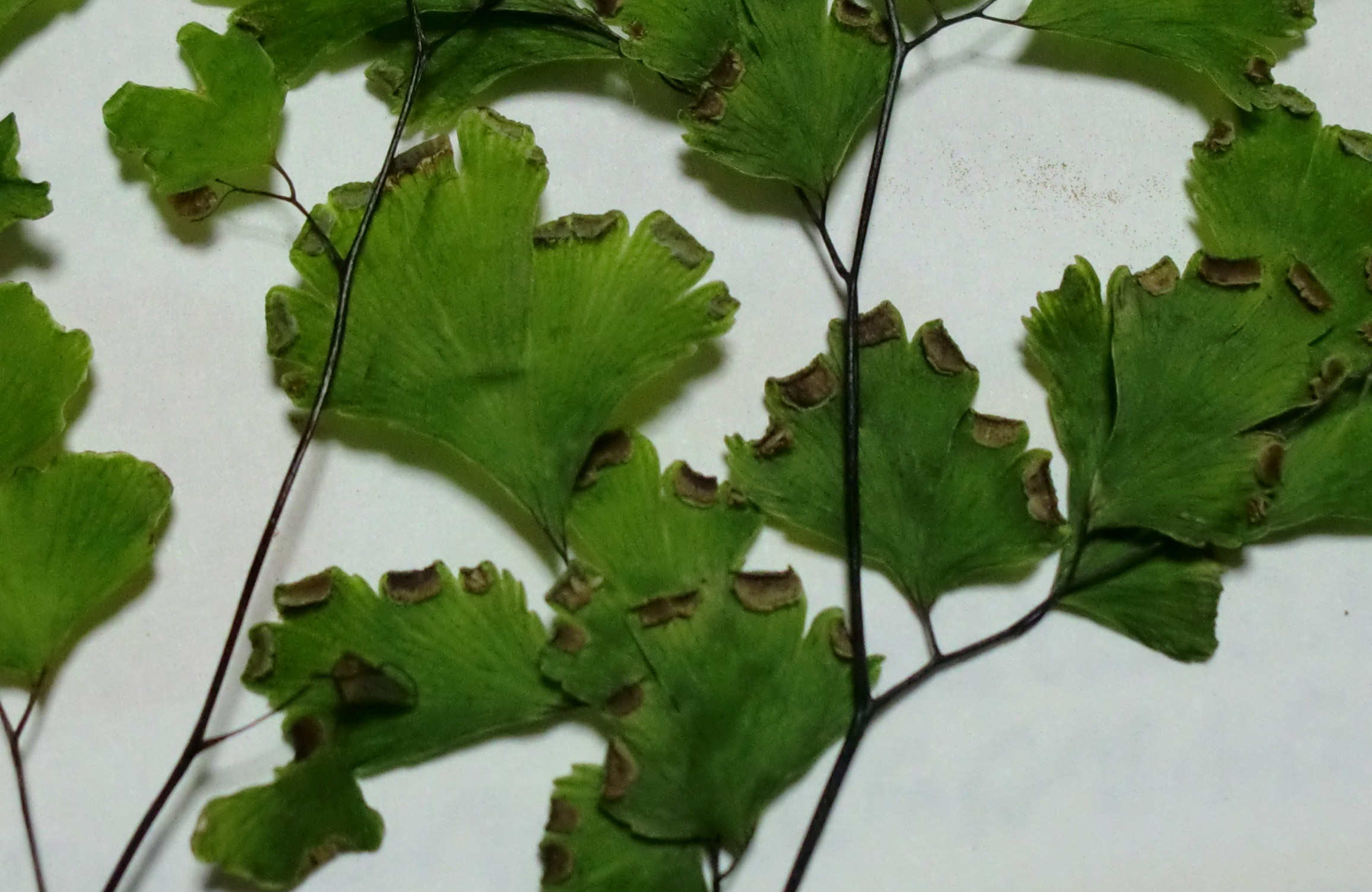
Wedelunterseiten

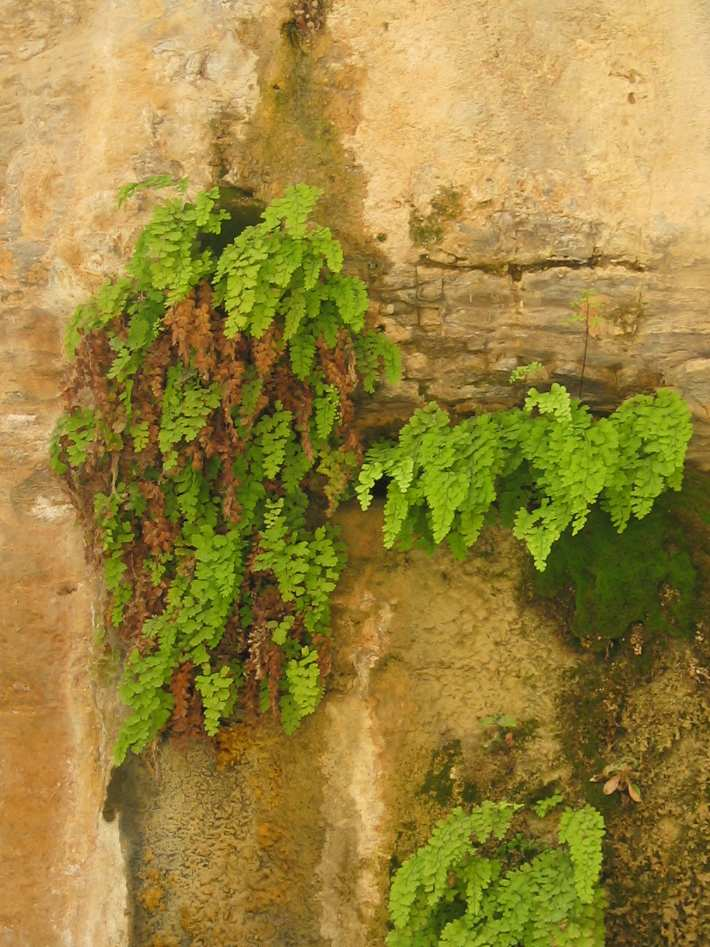
Habitat an einem nassen, überrieselten Felsen in Israel

Es sind oder waren, zum Teil auch nur regional, auch folgende Bezeichnungen gebräuchlich: Frähenhor (Siebenbürgen), Frauenhaar, Frauenzopf, Güldenwiderthon (Rendsburg), Jungfrawenhaar (mittelhochdeutsch), Minnenhaar (mittelhochdeutsch) und Vrowenhaar (mittelniederdeutsch).

## Beschreibung
Beim Gewöhnlichen Frauenhaarfarn handelt sich um eine grazile, ausdauernde krautige Pflanze. Das relativ kurze, kriechende Stämmchen ist mit goldbraunen bis mittelbraunen, häutigen Schuppen bedeckt.
Die meist relativ dicht am Stämmchen wachsenden Blattwedel sind hängend bis aufrecht und überhängend. Die Blattwedel sind meist 20 bis 35 (15 bis 75) Zentimeter lang und im Umriss dreieckig bis lanzettlich. Sie sind unregelmäßig zwei- bis dreifach gefiedert, wobei die einzelnen Fiederabschnitt in ihrer Form zwischen rhombisch, fächerförmig oder keilförmig schwanken, insgesamt aber ungefähr so lang wie breit sind. Der vordere Rand der Fiederchen ist nur sehr wenig gelappt. An ihrer Basis sind die sehr zarten Fiederchen schmal oder breit keilförmig verschmälert. Die Achsen der Wedel sind dünn, glänzend, und zumindest nahe der Basis, meist aber weit hinauf, dunkel gefärbt. Die Adern der sterilen Fiedern enden in und nicht zwischen den Zähnen des Randes. Die sorustragenden Randläppchen sind quadratisch bis nieren- oder halbmondförmig, zuletzt dunkelbraun und am hellen Saum ganzrandig oder ausgeschweift.
Die Chromosomenzahl beträgt 2n = 60.

## Vorkommen
Der Gewöhnliche Frauenhaarfarn, der keinen starken Frost verträgt, ist weltweit in allen Regionen mit nicht zu kaltem Klima verbreitet. Dazu gehören die Tropen und Subtropen der Welt. In Europa ist der Gewöhnliche Frauenhaarfarn im Mittelmeergebiet bis in geschützte Lagen der Südalpen sowie in Südengland zu finden. In Nordamerika findet man ihn bis in die südlichen Staaten der USA.
Die Art fehlt in Deutschland und Österreich. Sie kommt aber in der Schweiz im Tessin, im Kanton Waadt, und am Neuenburgersee vor. In Oberitalien im Veltlin bei Bormio steigt die Art sogar bis 1500 Meter Meereshöhe auf.
Typische Standorte sind nasse Kalkfelsen, kalkreiche steile Böschungen entlang von Flüssen oder Bächen oder überrieselte, gemörtelte Mauern. Besiedelt werden oft mit Tuff bedeckte überrieselte Felsen, auch Quellen, Brunnen oder Grotteneingänge. An passenden Standorten bildet diese Art oft große Bestände. Im Mittelmeergebiet gehört der Farn in die Assoziation des Lunario-Selaginelletum, auch in Gesellschaften des Verbands Eucladio-Adiantion mit den Moosen Eucladium verticillatum und Palustriella commutata und des Verbands Polypodion australis.
Die ökologischen Zeigerwerte nach Landolt & al. 2010 sind in der Schweiz: Feuchtezahl F = 3+ (feucht), Lichtzahl L = 3 (halbschattig), Reaktionszahl R = 5 (basisch), Temperaturzahl T = 4+ (warm-kollin), Nährstoffzahl N = 2 (nährstoffarm), Kontinentalitätszahl K = 1 (ozeanisch).

## Nutzung
Der Gewöhnliche Frauenhaarfarn wird als Zierpflanze in tropischen Parks und Gärten und in Räumen verwendet.
Auf den kanarischen Inseln wurde der Farn (und wird meist zu Dekorationszwecken noch heute) an sogenannte Destiladeras gepflanzt, das sind poröse schüsselförmige Steine, die als Wasserfilter dienen. Der Farn hält die Feuchtigkeit und verhindert so die Verdunstung des kostbaren Wassers.

### Medizin
Gegen Husten, Erkältung, Heiserkeit oder Bronchialkatarrh kann ein Aufguss oder eine Alkoholtinktur aus den Wedeln des Gewöhnlichen Frauenhaarfarn eingenommen werden.

## Taxonomie
Der Gewöhnliche Frauenhaarfarn wurde 1753 von Carl von Linné in Species Plantarum Tomus II S. 1096 als Adiantum capillus-veneris erstbeschrieben.